# Na Seong-eun
Na Seong-eun (koreanisch 나성은; * 6. April 1996) ist ein südkoreanischer Fußballspieler.

## Karriere
Na Seong-eun erlernte das Fußballspielen in den Jugendmannschaften der Jeonnam Dragons und Jeonbuk Hyundai Motors sowie in der Universitätsmannschaft der University of Suwon. Seinen ersten Vertrag unterschrieb er 2018 bei Jeonbuk Hyundai Motors. Das Fußballfranchise aus Jeonju spielte in der ersten Liga des Landes, der K League 1. 2018, 2019 und 2020 wurde er mit dem Verein südkoreanischer Meister. Den Korean FA Cup gewann er mit Jeonbuk 2020. Aus beiden Endspielen ging man als Sieger gegen Ulsan Hyundai hervor. Für Jeonbuk absolvierte er vier Erstligaspiele. Im Januar 2021 wechselte er zum Zweitligisten Suwon FC nach Suwon.

## Erfolge
Jeonbuk Hyundai Motors
- K League 1: 2018, 2019, 2020
- Korean FA Cup: 2020